# Fontão (Angeja)
Fontão é um lugar pertencente à freguesia de Angeja, Município de Albergaria-a-Velha.
Antigo povoado de moleiros e padeiros. Situa-se a cerca de 3 quilómetros do centro da Vila de Angeja. Existem duas capelas, uma delas na Quinta da Família de Augusto de Castro. 
A padroeira deste lugar é a Nossa Senhora do Carmo.
Existem alguns moinhos na Ribeira do Fontão. A farinha para o fabrico do pão que é afamado. 